# Peter Behrens
Pour les articles homonymes, voir Behrens.
Peter Behrens, né le 14 avril 1868 à Hambourg et mort le 27 février 1940 à Berlin, est un architecte, peintre, graveur, designer et typographe allemand de la première moitié du XXe siècle, connu pour sa participation au développement de l’architecture moderne en Allemagne et pour son rôle de pionnier dans le design industriel.
Il est considéré comme l'archétype du designer industriel en tant que concepteur et inventeur du design global. Peter Behrens est également connu comme cofondateur de la Deutscher Werkbund et pour ses multiples créations au sein de l'entreprise AEG avant la Première Guerre mondiale.

## Biographie

### Apprentissage et influences artistiques
Issu d'une famille protestante de propriétaires fonciers du Schleswig-Holstein, il effectua ses études secondaires au Christianeum d'Altona de septembre 1877 à Pâques 1882. Il étudia la peinture à l'Académie des beaux-arts de Karlsruhe (1885-1889) puis de Düsseldorf (1889), où il fut l'élève de Ferdinand Brütt et de Munich (1892), où il débuta comme artiste indépendant et où il subit l'influence du Jugendstil. Un voyage aux Pays-Bas (1890) lui avait fait connaître les travaux des Luminaristes. En 1892, Behrens fut l'un des initiateurs de la Sécession de Munich, mais il s'en démarqua bientôt pour former avec Max Slevogt et Lovis Corinth la Freie Vereinigung Münchner Künstler puis, en 1897, la Vereinigte Werkstätten für Kunst im Handwerk, consacrée à la décoration intérieure. Grâce à sa collaboration avec la revue Pan et notamment avec Otto Erich Hartleben (en), il se fit connaître par ses gravures.
En 1900, le Grand-duc de Hesse l'appelle dans sa nouvelle colonie d'artistes à Darmstadt, en pleine effervescence du Jugendstil auquel il participe. Il y bâtit sa propre maison en 1901, avec tout son ameublement.
En 1902, il donne des cours au musée des arts appliqués de Nuremberg et en 1904 enseigne comme professeur à l'école d'arts appliqués de Dusseldorf.

### Réalisations et projets
C'est en 1907 qu’Emil Rathenau, directeur général d'AEG (Allgemeine Elektricitäts Gesellschaft), l’engage comme conseiller artistique pour le design industriel. Il contribue ainsi au logo hexagonal d’AEG, à ses catalogues…
De 1902 à 1912, il construit leur complexe industriel.
Son prestige s'évalue à la qualité de ses disciples. En effet, pendant cette époque Walter Gropius sera son chef de bureau (1907-1910) tandis que Ludwig Mies van der Rohe (1908-1911) et Le Corbusier (1910-1911) font un apprentissage dans ce même atelier d'architecture.

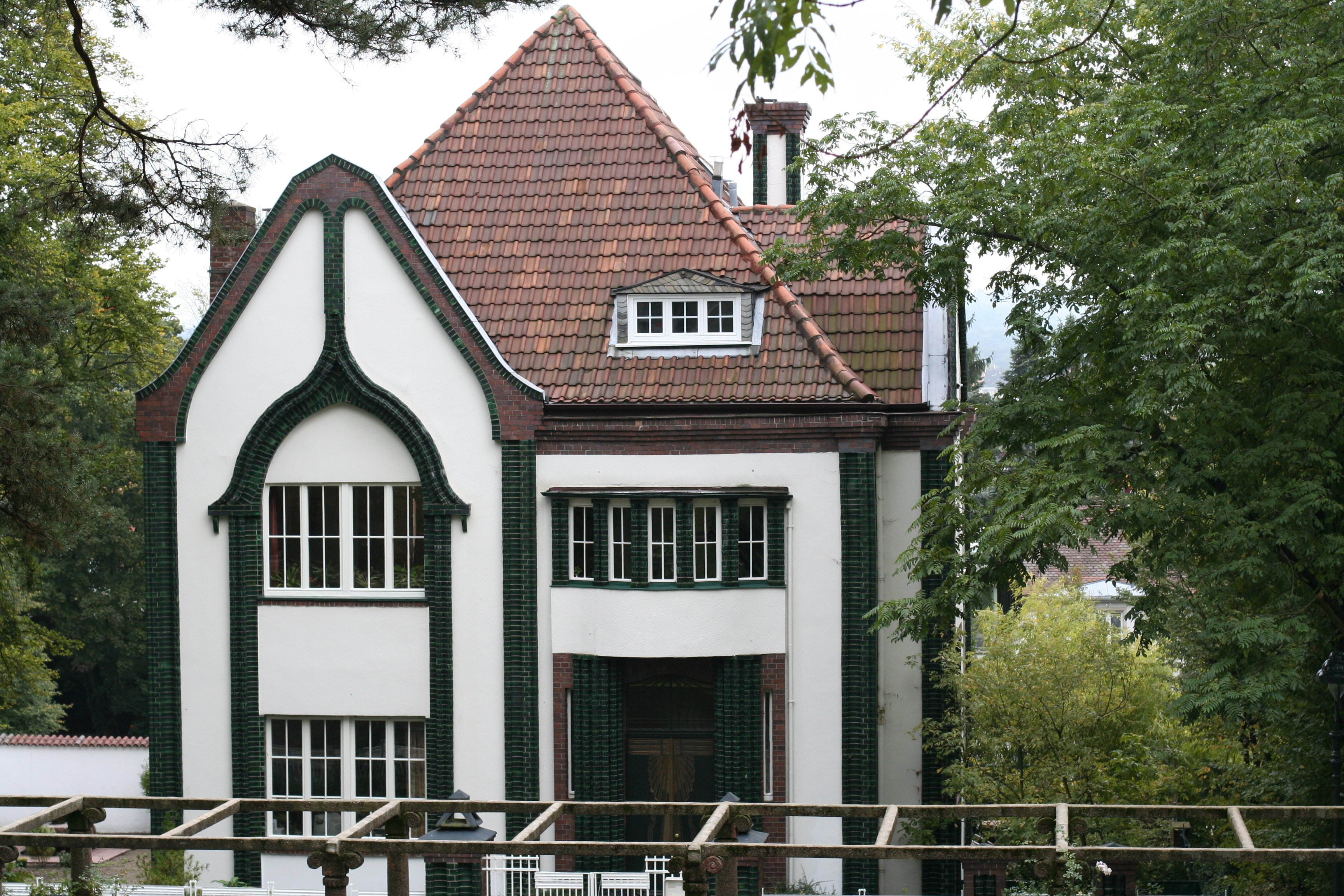
La Maison Behrens, Darmstadt 1901
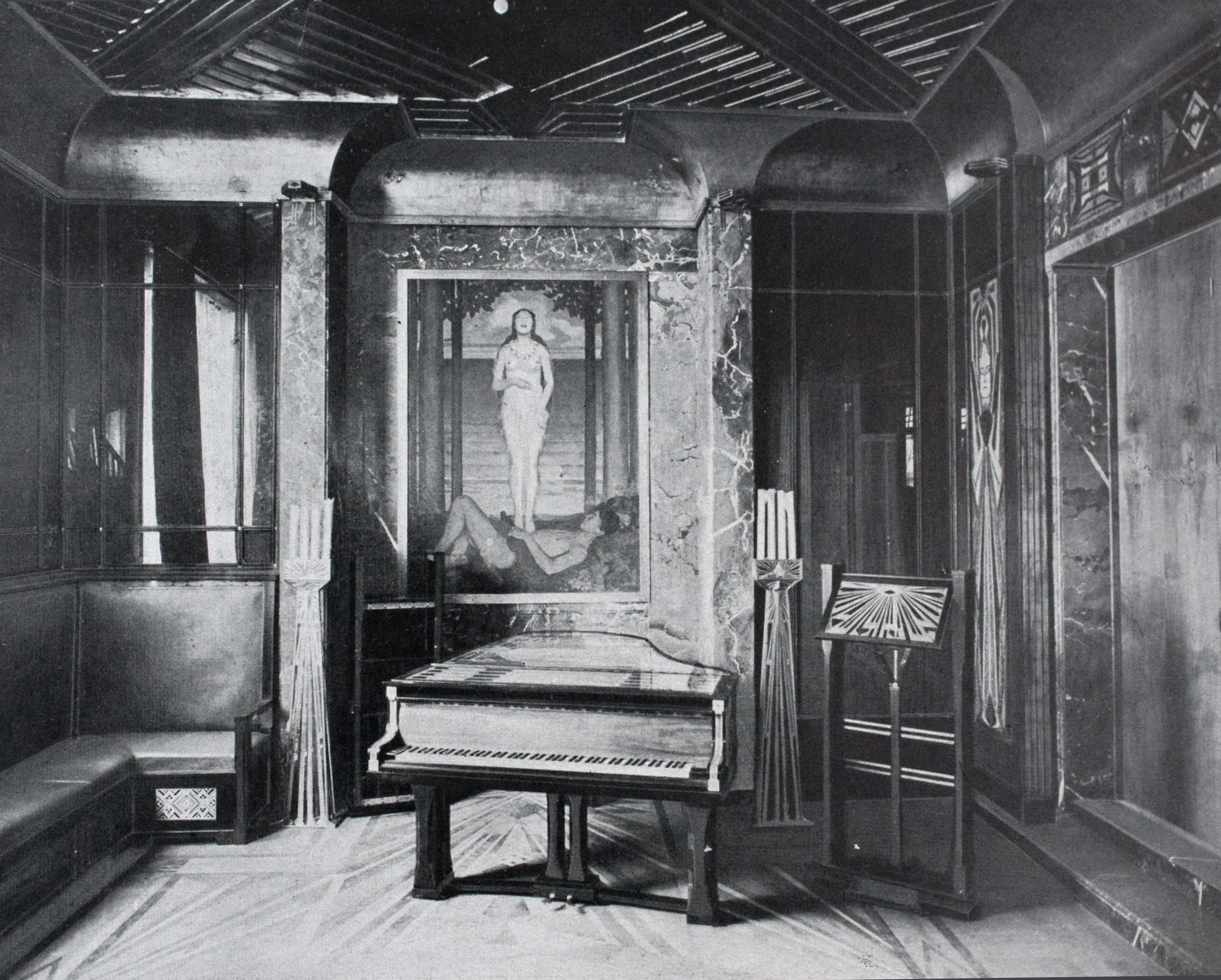
Salle de musique de la Maison Behrens, Darmstadt 1901
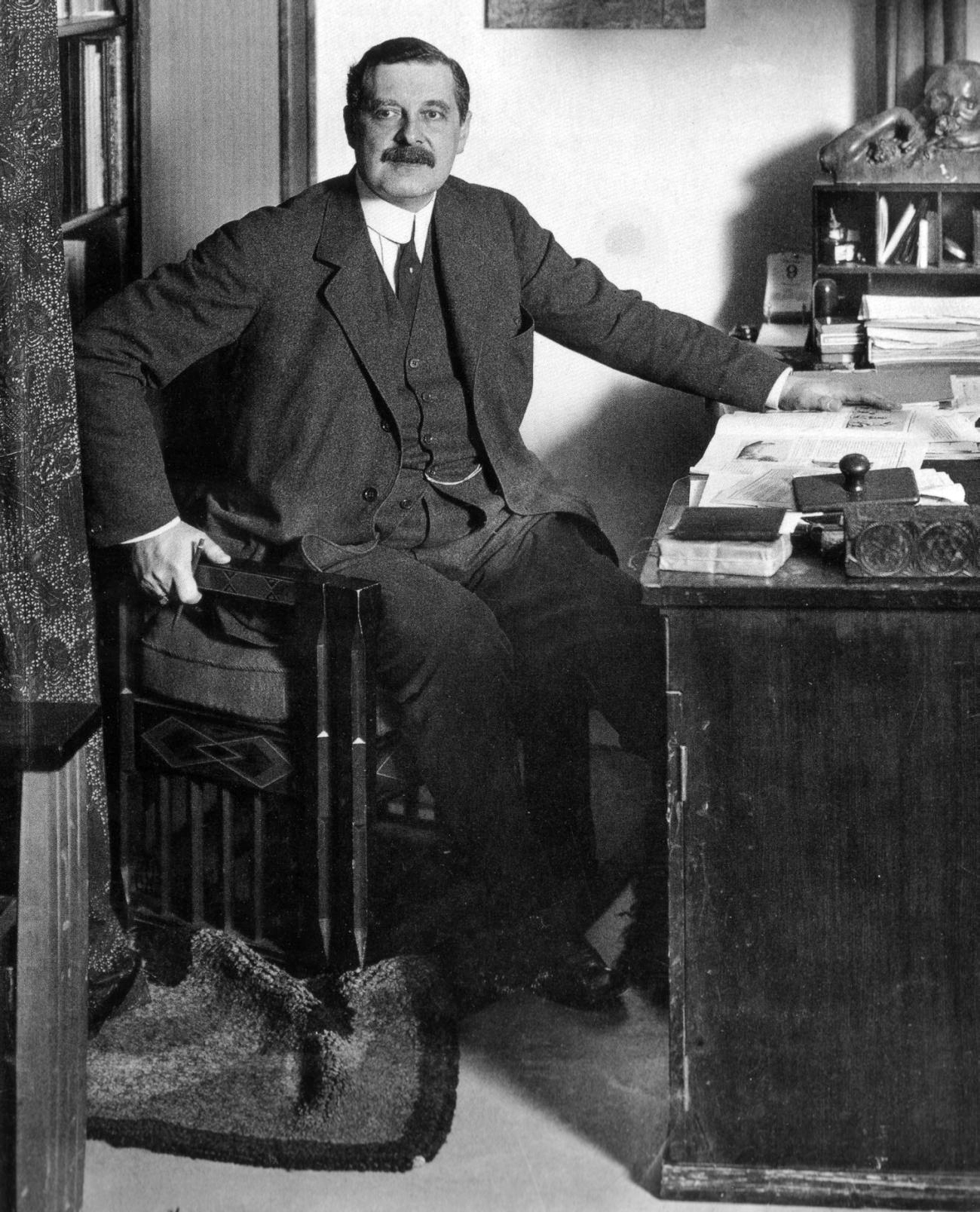
Peter Behrens, 1913
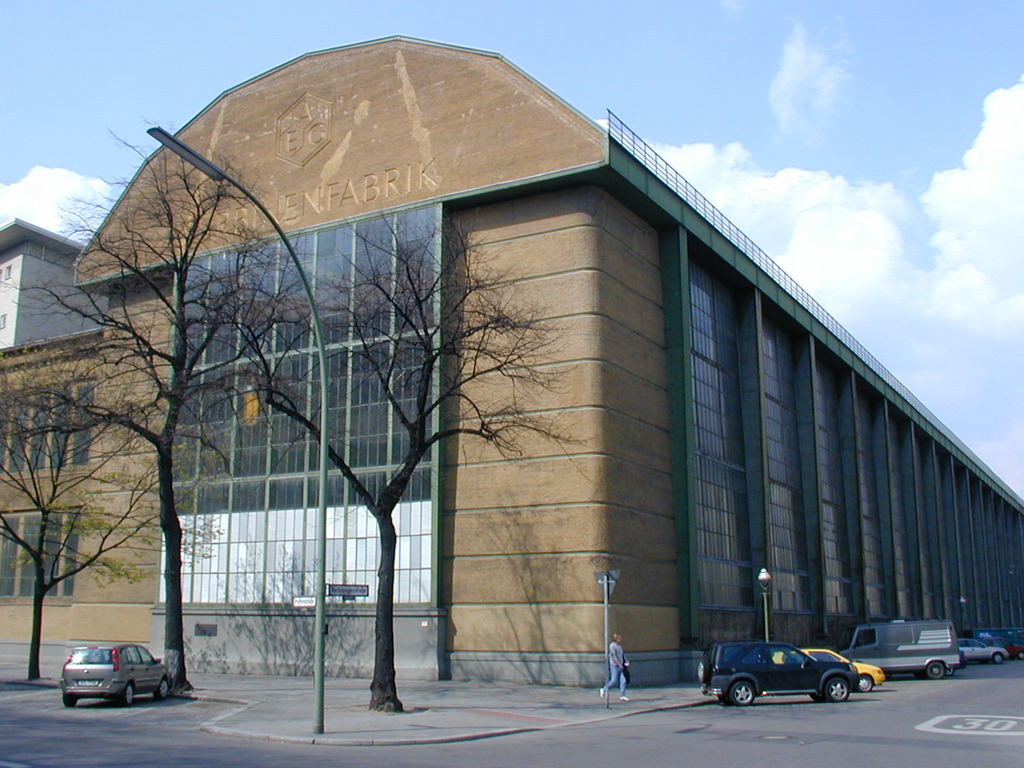
L'usine de turbines AEG, 1910, par Behrens
Le logo AEG par Peter Behrens
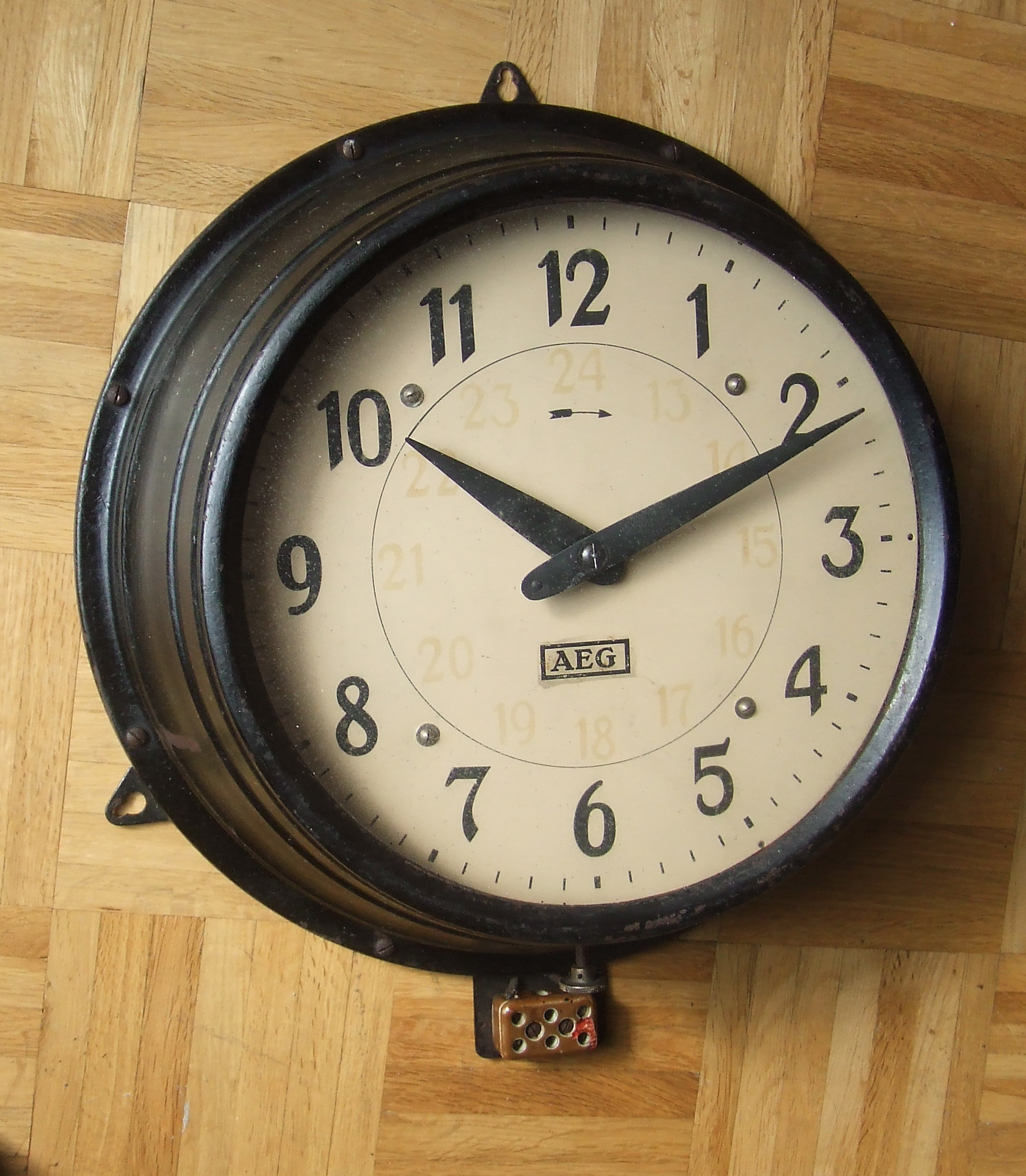
Pendule pour AEG, 1909, par Behrens

Il réalise ensuite le siège social de Mannesmann à Düsseldorf (1911-1912), la Farbwerke à Höchst en 1920-1924, l’ambassade allemande à Saint-Pétersbourg en 1911-1912 et la Manufacture des tabacs autrichiens à Linz en 1930.
Il est professeur à l'Académie des Beaux-Arts de Vienne de 1922 à 1927.
Il collabora aussi avec Herman Sörgel et d'autres architectes à propos du projet Atlantropa.
En 1914, il fut un des signataires du Manifeste des 93.
Peter Behrens meurt le 27 février 1940 à Berlin, à l'âge de 71 ans. Il est enterré au cimetière de Wilmersdorf de Berlin.

## Réalisations
- 1900-1901 : Maison Behrens, Darmstadt.
- 1905-1906 : Maison Obenauer, Saarbrücken.
- 1905-1908 : Crématorium, Hagen.
- 1908 : Inscription „Le peuple allemand“, Reichstag de Berlin.
- 1908-1909 : Salle des turbines de AEG, Berlin-Moabit
- 1909-1910 : Maison pour Willi Cuno, Hagen (Villa Cuno).
- 1911 : Usine à gaz de Frankfurt am Main.
- 1911 : Lotissement de l'usine AEG, Hennigsdorf.
- 1911-1912 : Ambassade allemande à Saint Pétersbourg.
- 1911-1912 : Maison pour les archéologues et le directeur du musée Theodor Wiegand, Berlin-Dahlem. Aujourd'hui devenu le siège de l'Institut archéologique allemand.
- 1912 : Grand hall d'assemblage des machines de la nouvelles usine de matériel ferroviaire AEG.
- 1912-1914 : Bâtiment administratif de l'usine de pneumatique Continental AG, Hannover.
- 1913 : Petit moteur de l'usine AEG, Berlin
- 1921-1925 : Gestion technique des bâtiments de Hoechst AG (I.G. Farben), Höchst.
- 1921-1925 : Bâtiment administratif et entrepôt principal de la Gutehoffnungshütte, Oberhausen.
- 1925 : Tombe pour Friedrich Ebert, Heidelberg.
- 1925-1926 : Collège Saint Benoit, Salzburg.
- 1929-1931 : Villa Gans, Kronberg.
- 1929-1931 : Neolog synagogue à Žilina (Slovaquie).
- 1930-1932 : Maison Alexander (Landesbank Berlin) et maison Berolina (Berolinahaus, C & A) sur la place Alexander à Berlin.